# Kopřivnické buky
Kopřivnické buky (také známé jako buky u Šostýna) jsou trojice památných buků lesních v Kopřivnici v okrese Nový Jičín, zhruba stopadesátiletých buků, které v roce 1933 pojmenoval Klub československých turistů. Rostou mezi hradem Šostýnem a skalní vyhlídkou Raškův kámen na území přírodního parku Podbeskydí. Stromy jsou staré přibližně 150 let.
Všechny tři stromy stojí na svazích vrchu Pískovna v lesním porostu.

## Buk Černých myslivců
První ze stromů byl pojmenovaný podle knihy příběhů Černí myslivci, kterou napsala Růžena Svobodová roku 1908.
- výška: 27 m[1], 27 m (1998)[4]
- obvod: 300 cm[1], 255 cm (1998)[4]
- souřadnice: 49°34′59.95″N 18°09′49.67″E

## Buk Ondrášův
Druhý buk byl nazván podle Ondráše, místního zbojníka. Ondrášův buk je zároveň nejvyšším památným stromem Moravskoslezského kraje
- výška: 37 m[2], 43 m (1998)[4]
- obvod: 329 cm[2], 341 cm (1998)[4]
- souřadnice: 49°35′2.98″N 18°09′46.34″E

## Raškův buk
Poslední z buků se jmenuje po zemanovi z Kopřivnice, kterému les patřil. Ze všech tří stromů je obvodem kmene nejmohutnější.
- výška: 37 m[3], 33 m (1998)[4]
- obvod: 343 cm[3], 353 cm (1998)[4]
- souřadnice: 49°35′3.60″N 18°09′47.38″E

## Památné a významné stromy v okolí
- Husova lípa (Kopřivnice)
- Žižkova lípa (Kopřivnice)
- Ořech Leopolda Víchy (Kopřivnice)
- Fojtova lípa (Kopřivnice)
- Platan Emila Hanzelky (Kopřivnice)